# Punctoribates minimus
Punctoribates minimus är en kvalsterart som beskrevs av Shaldybina 1969. Punctoribates minimus ingår i släktet Punctoribates och familjen Punctoribatidae. Inga underarter finns listade i Catalogue of Life.